# La Sauve
La Sauve là một xã trong tỉnh Gironde, thuộc vùng Nouvelle-Aquitaine của nước Pháp, có dân số là 1213 người (thời điểm 1999). Trong khi La Sauve trong năm 1962 còn có trên 793 dân cư thì 1999 đã có dân số là 1.213 người. La Sauve là một phần của vùng Entre-Deux-Mers.